# Halvljus

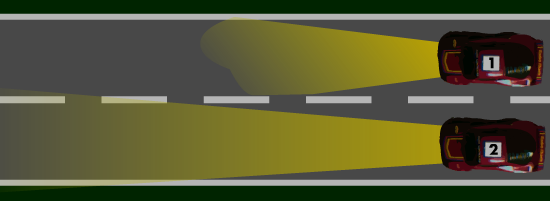
Bil 1 med asymmetriskt halvljus, bil 2 med helljus

Ett halvljus är huvudstrålkastarna på ett fordon, vanligtvis ett motorfordon.
Halvljus används för att belysa vägen framför fordonet och för att bli sedd av andra trafikanter. I motsats till helljus, som ska lysa så långt som möjligt, är det belysta området framför bilen begränsat för att inte blända andra trafikanter. 
Enligt lag skall halvljuset avge en ljuskägla enligt ett bestämt mönster. I länder med högertrafik vill man belysa så mycket av den högra vägrenen som möjligt och samtidigt undvika bländning av mötande fordon. Detta kallas asymmetriskt ljus och åstadkommes dels genom avskärmning av glödlampans glödtråd samt antingen utformningen av strålkastarens reflektor eller glas. Det blir mer och mer vanligt med halvljus där ljuset åstadkommes av en gasurladdningslampa,  istället för traditionell glödtrådslampa. Tekniken kallas HID-lampa eller Xenonljus (Se vidare under Framlykta). Även LED kommer som en alternativ teknik på fler och fler bilar. 
Halvljus har tidigare ofta delat strålkastare med helljuset men numera är det ofta utfört med separata strålkastarinsater.  
I bland annat de nordiska länderna, vissa andra europeiska länder och även i till exempel Namibia finns lagar om halvljus. I Sverige gäller att det alltid ska vara tänt på motorfordon som färdas på väg, om inte annat ljus (såsom helljus eller dimstrålkastare) används enligt 3 kap. 69 § Trafikförordningen (1998:1276). Sverige införde lag på användandet av halvljus på bilen dygnet runt den 1 oktober 1977.
I dagsljus kan varselljus eller dimstrålkastare användas i stället för halvljus. I mörker är det endast tillåtet att ersätta halvljus med dimstrålkastare vid exempelvis dimma, snörök och liknande.